# Тибетский автономный район
Тибе́тский автоно́мный райо́н, сокращённо ТАР или Сицза́н (тиб. བོད་རང་སྐྱོང་ལྗོངས་, Вайли Bod-rang-skyong-ljongs, трансл: Бё ранг кьёнг джонг,  кит. упр. 西藏自治区, пиньинь Xīzàng Zìzhìqū, палл. Сицзан цзычжицюй) — автономный район на западе КНР.
Расположен на части территории древнего Тибетского государства. Административный центр и крупнейший город — Лхаса (Ласа). Согласно переписи 2020 года, в Тибете проживало 3,648 млн человек.

## География
Тибетский автономный район (Сицзан) занимает площадь около 1 230 000 км² (3-е место среди административно-территориальных образований КНР) и расположен на Тибетском нагорье, в самом высокогорном регионе Земли. На юге ТАР находятся склоны Гималайской горной системы, а на границе с Непалом — гора Эверест.
Тибетский автономный район граничит с китайскими провинциями Юньнань, Цинхай и Сычуань, с китайским Синьцзян-Уйгурским автономным районом, а также с государствами Индия, Непал и Бутан.
По данным на 2021 год площадь природоохранных территорий национального уровня в Тибетском автономном районе составляет 413 690 км², или около 33,6 % общей площади всего района, что является наивысшей долей среди 31 административной единицы высшего уровня Китая (кроме Гонконга, Аомыня и Тайваня).

## История
Части китайской армии быстро сломили сопротивление тибетской национальной армии, вошли в Лхасу в октябре 1950 года. В 1951 году тибетцам была обещана политическая и религиозная автономия. В 1965 году был основан Тибетский автономный район. Вскоре началась китайская колонизация района, путунхуа (севернокитайский язык) был введён в качестве официального языка, началась борьба с религией (особенно ламаизмом) и установление той же социально-экономической системы, которая была установлена на остальной территории КНР.
В 1959 году произошло восстание тибетцев, спровоцированное слухами о готовящемся захвате Далай-ламы, после подавления которого он вынужден был бежать в Индию. В 2007 году китайский госкомитет по делам религий, в нарушение религиозных канонов, постановил, что перерождения «живых Будд», не санкционированных компартией, будут считаться незаконными.
В 2000-х гг. в Тибетский автономный район направляются большие инвестиции центрального правительства КНР, призванные поднять экономический уровень региона и сильнее привязать его экономически к Китаю.
Весной 2008 года начались массовые протесты населения с требованием независимости Тибета. 19 января 2009 года на 2-й сессии Собрания народных представителей Тибетского автономного района 9-го созыва был учреждён новый праздник — «День освобождения тибетцев от крепостного рабства». 14 марта 2011 года Далай-лама отказался от статуса политического руководителя Тибета и заявил, что отныне будет лишь духовным лидером тибетского народа.

## Население
По данным переписи населения КНР 2010 года, первые пять народностей по численности населения в Тибетском автономном районе были следующие:
| Народность | Население | Процент |
| ---------- | --------- | ------- |
| тибетцы    | 2 716 388 | 90,48 % |
| ханьцы     | 245 263   | 8,17 %  |
| хуэй       | 12 630    | 0,42 %  |
| мэньба     | 9663      | 0,32 %  |
| лоба       | 3489      | 0,12 %  |

## Административное устройство
В административном отношении ТАР делится на 6 городских округов и 1 обычный округ.
| Тибетский автономный район | №        | Рус. название      | Варианты латиницей | Тибет.                | Транскрипция Уайли | Кит.        | Пиньинь |
| -------------------------- | -------- | ------------------ | ------------------ | --------------------- | ------------------ | ----------- | ------- |
|                            |          |                    |                    |                       |                    |             |         |
| 1                          | Нгари    | Ngari              | མངའ་རིས་ས་ཁུལ།       | mnga' ris sa khul     | 阿里地区           | Ālǐ dìqū    |         |
| 2                          | Нагчу    | Nagqu, Nakchu      | ནག་ཆུ་ས་ཁུལ།         | nag chu sa khul       | 那曲市             | Nàqū shì    |         |
| 3                          | Чамдо    | Qamdo, Chamdo      | ཆབ་མདོ་གྲོང་ཁྱེར།       | chab mdo sa khul      | 昌都市             | Chāngdū shì |         |
| 4                          | Шигадзе  | Xigazê, Shigatse   | གཞིས་ཀ་རྩེ་གྲོང་ཁྱེར།     | gzhis ka rtse sa khul | 日喀则市           | Rìkāzé shì  |         |
| 5                          | Лхаса    | Lhasa              | ལྷ་ས་གྲོང་ཁྱེར།         | lha sa grong khyer    | 拉萨市             | Lāsà shì    |         |
| 6                          | Шаньнань | Shannan, Lhoka     | ལྷོ་ཁ་ས་ཁུལ།          | lho kha sa khul       | 山南市             | Shānnán shì |         |
| 7                          | Ньингчи  | Nyingchi, Nyingtri | ཉིང་ཁྲི་གྲོང་ཁྱེར།        | nying khri sa khul    | 林芝市             | Línzhī shì  |         |

## Вооружённые силы
В Лхасе расположен штаб Тибетского военного района Западного военного округа; в Шигадзе — штаб 52-й горной общевойсковой бригады; в Ньингчи — штаб 53-й горной общевойсковой бригады. Во всех округах Тибета расквартированы части Народной вооружённой милиции.

## Экономика

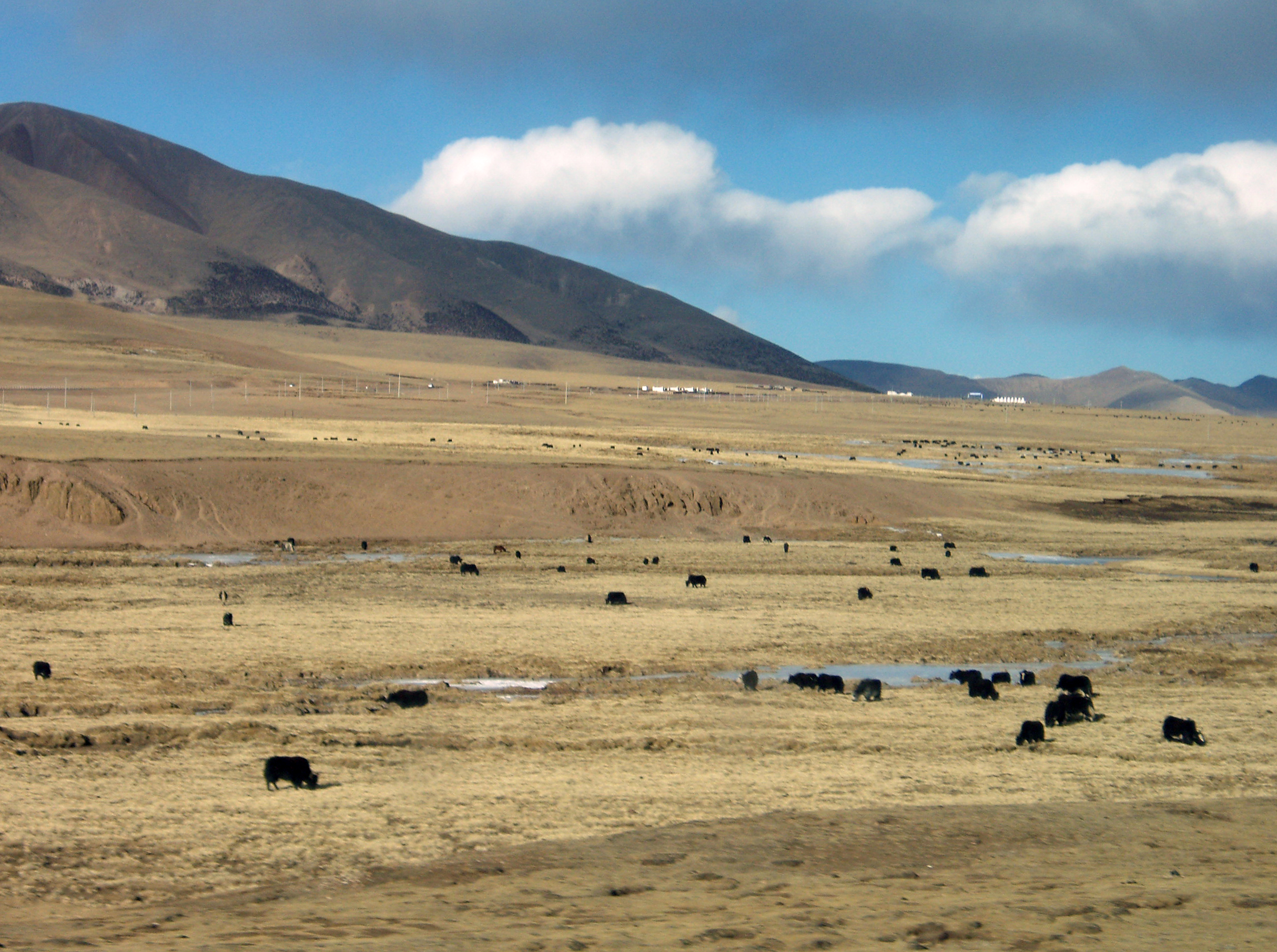
Пастбища в Тибете

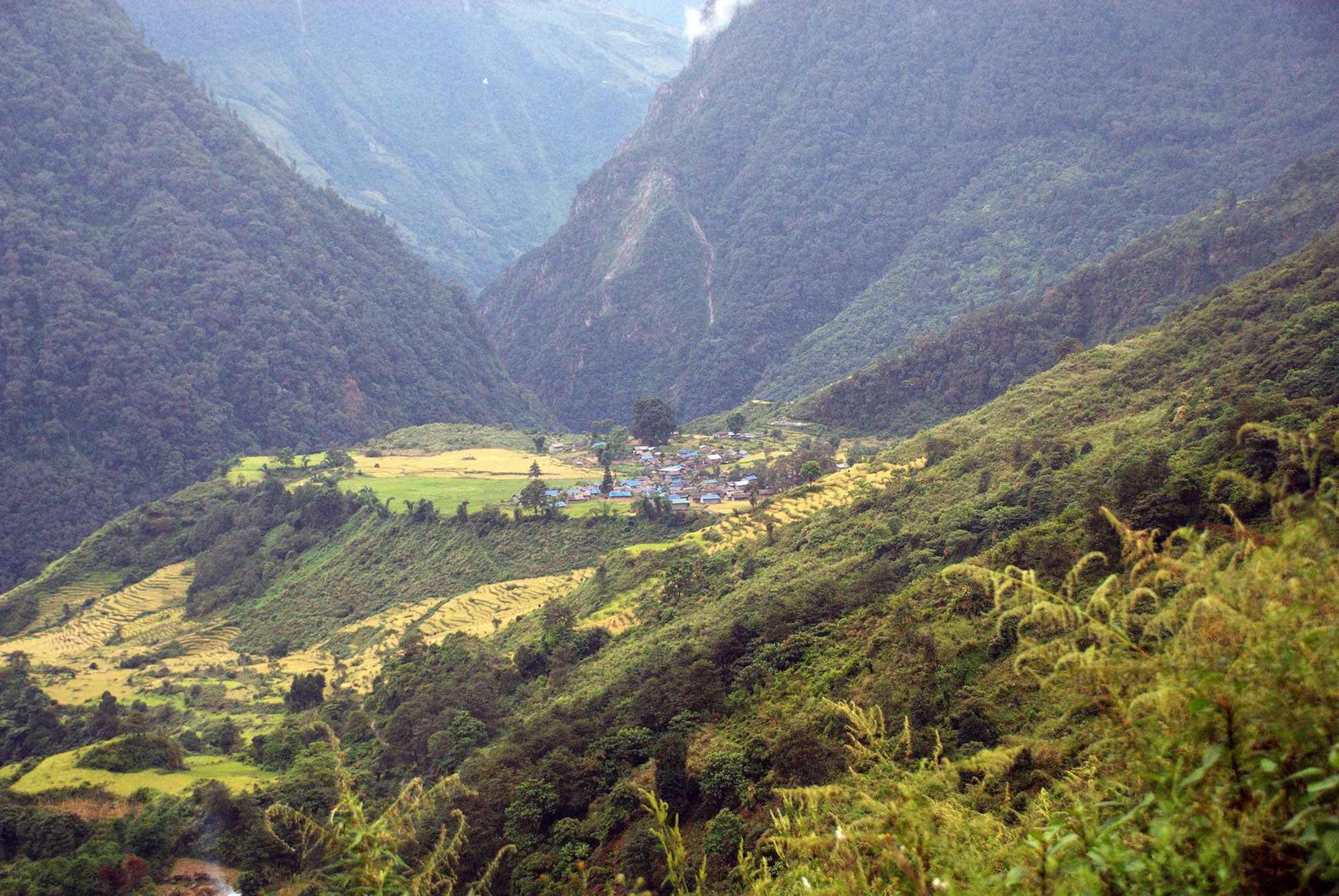
Деревня в горной долине

Основная часть тибетцев занята в сельском хозяйстве и в негосударственных секторах экономики. Развито кустарное производство, животноводство, традиционная медицина. Главный земледельческий район ТАР — долина реки Брахмапутра. Большая часть сельскохозяйственной продукции поступает на внутренний рынок. Лишь часть продукции животноводства (кожи, изделия из шерсти и пр.) экспортируется за пределы Тибета.
В 2007—2008 годах наблюдались рекордные темпы роста экономики (12 %). Этому способствовали высокие урожаи, а также увеличение в мире спроса на продукцию традиционной тибетской медицины, в которой используются редкие растения, произрастающие в условиях уникального тибетского климата. Разведаны значительные запасы полезных ископаемых (каменный уголь, нефть, калийная соль и многие редкоземельные элементы), однако их месторождения практически не разрабатываются. Инфраструктура остаётся слабо развитой, но китайские власти вкладывают значительные средства в строительство железных и автомобильных дорог, аэропортов и трубопроводов.

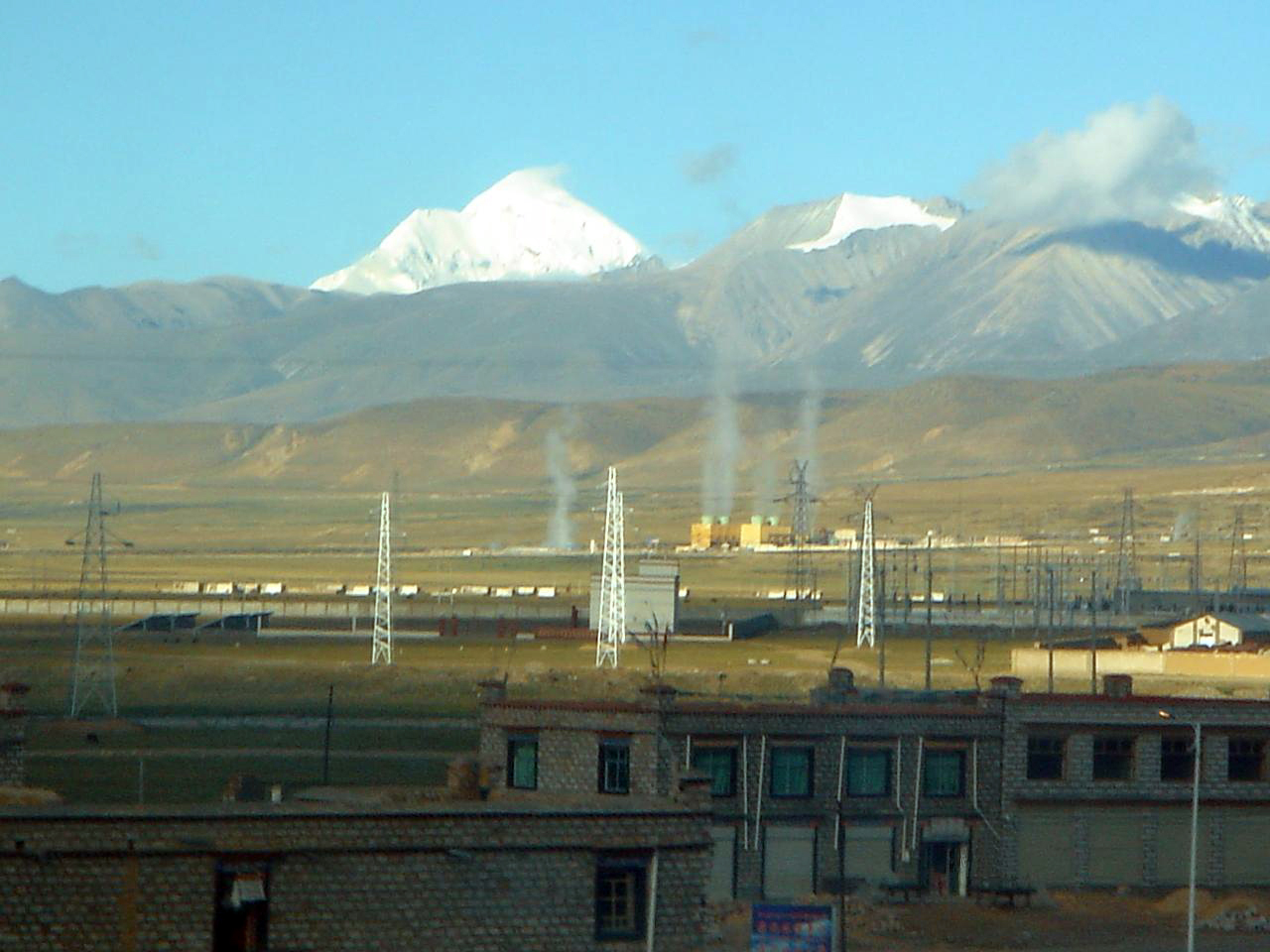
Геотермальная электростанция в Тибете

По итогам 2020 года валовой региональный продукт Тибетского автономного района вырос на 7,8 % по сравнению с 2019 годом и превысил 190 млрд юаней (около 29,2 млрд долл. США). Располагаемый доход на душу населения в городах и сёлах Тибета вырос в 2020 году на 10 % и 12,7 % соответственно. По итогам 2021 года ВРП Тибета составил 208 млрд юаней (32,8 млрд долл. США), увеличившись на 6,7 % по сравнению с предыдущим годом. В первой половине 2022 года ВРП Тибета составил более 97,3 млрд юаней (14,4 млрд долл. США), увеличившись на 4,8 % в годовом исчислении. По итогам 2023 года ВРП Тибетского автономного района составил 239,3 млрд юаней (33,6 млрд долларов США), увеличившись на 9,5 %. Добавленная стоимость в секторе услуг сформировала 54,1 % ВРП и обеспечила 57,6 % регионального экономического роста. Капиталовложения в инфраструктуру выросли на 34,8 %, а инвестиции в сферы, связанные с народным благосостоянием, — на 31,8 %.
Главными секторами, куда власти района направляют основной объём инвестиций, являются железнодорожный, автомобильный и авиационный транспорт, логистика, зелёная энергетика и промышленность, туризм, международная торговля и охрана окружающей среды.

### Сельское хозяйство
В Тибетском автономном районе развиты пастбищное животноводство (разведение яков) и тепличное овощеводство (специальные сорта редьки, картофеля, кабачков, помидоров, огурцов, капусты, устойчивые к суровому местному климату). Строятся теплицы, оборудованные солнечными панелями и ветрогенераторами. В 2019 году посевная площадь под овощи достигла в Тибете 25,74 тыс. га, а объём производства составил 970 тыс. тонн.
Ежегодно в Тибете собирают более 1 млн тонн зерновых. По итогам 2020 года в автономном районе объём производства голозерного ячменя составил 795 тыс. тонн (площадь посадки ячменя достигла 138,7 тыс. га), овощей — 843,4 тыс. тонн, мяса и молока — 769,6 тыс. тонн. Из ячменя в Тибете производят пиво, печенье и уксус. В 2023 году в Тибете было собрано 1,09 млн тонн зерновых; посевные площади зерновых достигли 2,92 млн му (около 195 тыс. га), из которых под высокогорный ячмень выделили 2,09 млн му.

### Туризм

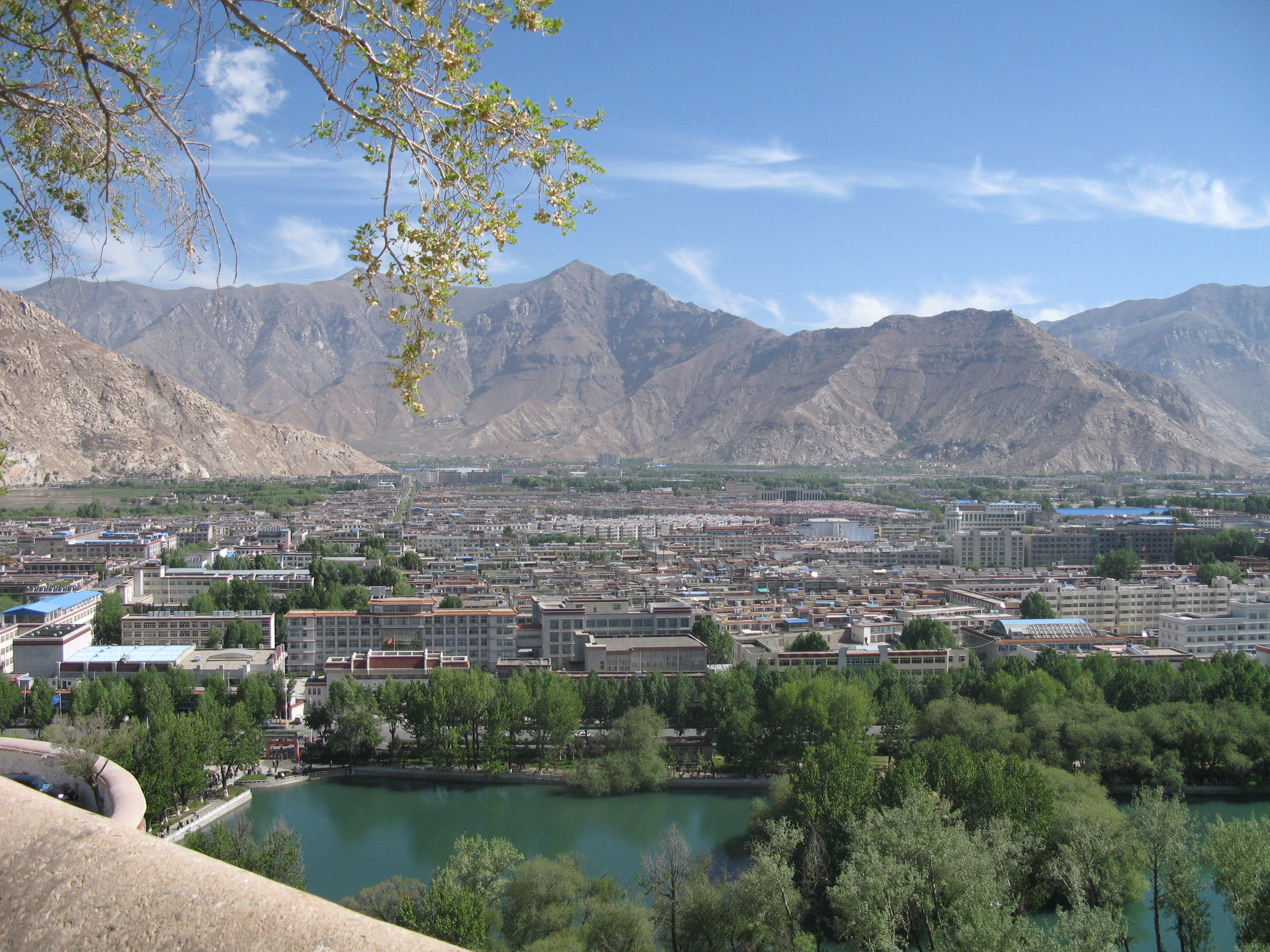
Лхаса

Китайских и зарубежных туристов привлекают в Тибете местная культура и живописные природные ландшафты. За период 13-й пятилетки (2016—2020 года) Тибет принял около 150 млн туристов из других регионов страны и из-за рубежа, доходы от туризма составили около 212,6 млрд юаней. К концу 2021 года в Тибете насчитывалось более 100 туристических достопримечательностей с высоким рейтингом, более 2700 туристических предприятий и более 2300 гостиниц домашнего типа. По итогам 2021 года Тибет посетили 41,5 млн туристов. Доходы от туризма составили 44,1 млрд юаней (около 6,9 млрд долл. США).
Основные туристические локации — дворец Потала в Лхасе, озеро Басун и Большое ущелье реки Ялуцангпо.

### Энергетика

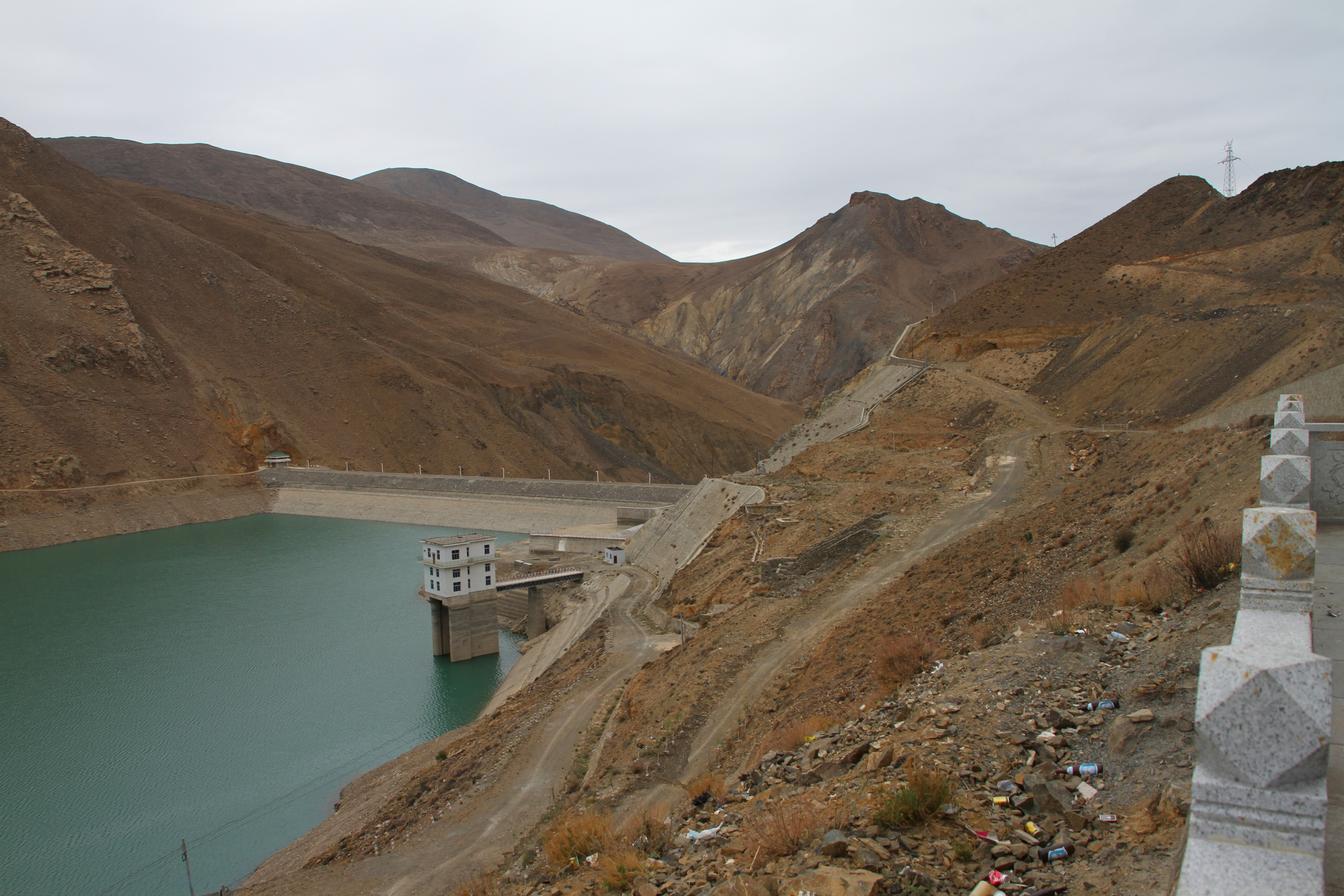
Плотина на водохранилище Маньла

В конце 2011 года, для преодоления изоляции электросети Тибета, был начат проект по соединению электросетей с провинцией Цинхай.
В период 13-й пятилетки (2016—2020 гг.) в ТАР было построено и введено в эксплуатацию несколько электростанций, что сократило дефицит электроэнергии в весенний и зимний периоды в Тибете, а также содействовало поставкам электричества за пределы района. В 2015 году Тибет впервые экспортировал электричество в соседнюю провинцию Цинхай, в 2018 году начались поставки в Ганьсу и Шэньси, а в 2020 году — в Пекин и Шанхай. За период с 2015 года по конец лета 2021 года из Тибета в другие регионы страны было поставлено около 9 млрд кВт/ч электричества.
По состоянию на январь 2024 года чистая энергия составляла 91,44 % от установленных мощностей по производству электроэнергии в Тибете; на долю ГЭС, СЭС и ВЭС приходилось соответственно 53,72 %, 36,32 % и 1,4 % от совокупных установленных мощностей в Тибете. В 2023 году из Тибета было поставлено в другие регионы страны 2,57 млрд кВт-ч чистой электроэнергии, что на 13,98 % больше, чем годом ранее. Генерацию контролирует государственная компания Tibet Electric Power, а передачу энергии — State Grid Corporation of China.

### Телекоммуникации
Первая в Тибете базовая станция мобильной связи пятого поколения была запущена в 2019 году. В 2021 году в Тибетском автономном районе было построено 3083 новые базовые станции 5G, в результате чего общее количество базовых станций 5G в регионе достигло 6660.
К концу ноября 2022 года число абонентов сетей мобильной связи пятого поколения в Тибетском автономном районе достигло 798 100, что на 131 900 больше, чем в конце 2021 года. По состоянию на конец ноября 2022 года в регионе было построено в целом 8 099 базовых станций для связи стандарта 5G. За первые 11 месяцев 2022 года общий объем операций в телекоммуникационном секторе достиг 5,52 млрд юаней (815 млн долл. США), что на 15,01 % больше, чем годом ранее.
По состоянию на конец марта 2023 года в Тибетском автономном районе было построено более 9,5 тыс. базовых станций стандарта 5G, а число пользователей этой связи в регионе приблизилось к 1,03 млн.

### Розничная торговля
В 2023 году розничные продажи потребительских товаров в Тибетском автономном районе выросли на 21,1 % и достигли 87,98 млрд юаней (около 12,4 млрд долл. США). По темпам роста розничного товарооборота Тибет занял первое место по стране. В сельских районах розничные продажи увеличились до 16,31 млрд юаней, что на 28,8 % больше по сравнению с предыдущим годом. Розничные онлайн-продажи в Тибете составили 17,31 млрд юаней, увеличившись на 89,7 % в годовом исчислении.

### Внешняя торговля
За первые восемь месяцев 2021 года внешнеторговый оборот Тибетского автономного района вырос на 125,07 % в годовом исчислении и составил 2,36 млрд юаней (около 365 млн долл. США). В частности, экспорт региона вырос на 64,76 % до 1,17 млрд юаней, а импорт — на 252,12 % до 1,19 млрд юаней. Крупнейшими внешнеторговыми партнёрами Тибета являются Непал и ФРГ. Через Тибет в Непал экспортируют автомобили, промышленное оборудование и потребительские товары.
В 2022 году объем внешней торговли Тибетского автономного района вырос на 14,6 % в годовом исчислении и составил 4,6 млрд юаней (678,9 млн долл. США); объем экспорта достиг 4,3 млрд юаней, а импорта — 292 млн юаней. Объем экспорта и импорта Тибета с Непалом достиг 1,56 млрд юаней.
По итогам 2023 года внешняя торговля Тибета выросла на 138,3 % по сравнению с 2022 годом и достигла почти 10,98 млрд юаней (1,54 млрд долл. США). Общий объем внешнеторгового оборота между ТАР и Непалом составил около 2,77 млрд юаней, увеличившись на 77,2 % в годовом исчислении.

### Благосостояние
По состоянию на 2021 год по уровню зарплат в государственном секторе Тибет находился на третьем месте в стране, уступая лишь Пекину и Шанхаю. В 2021 году располагаемый доход на душу населения в сельских районах ТАР достиг 16 935 юаней, что почти в три раза больше, чем в 2012 году.

## Транспорт

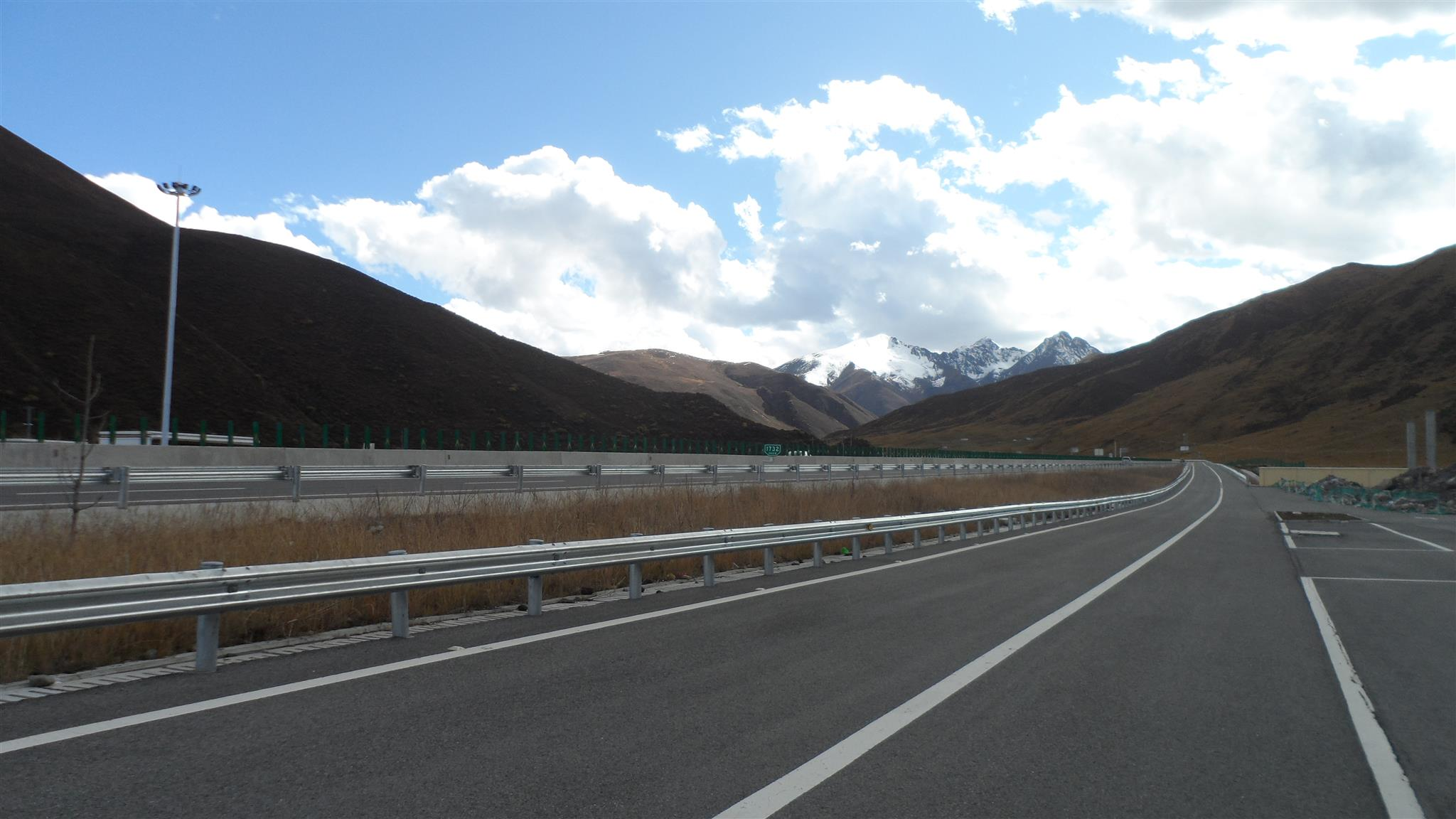
Скоростное шоссе в Тибете

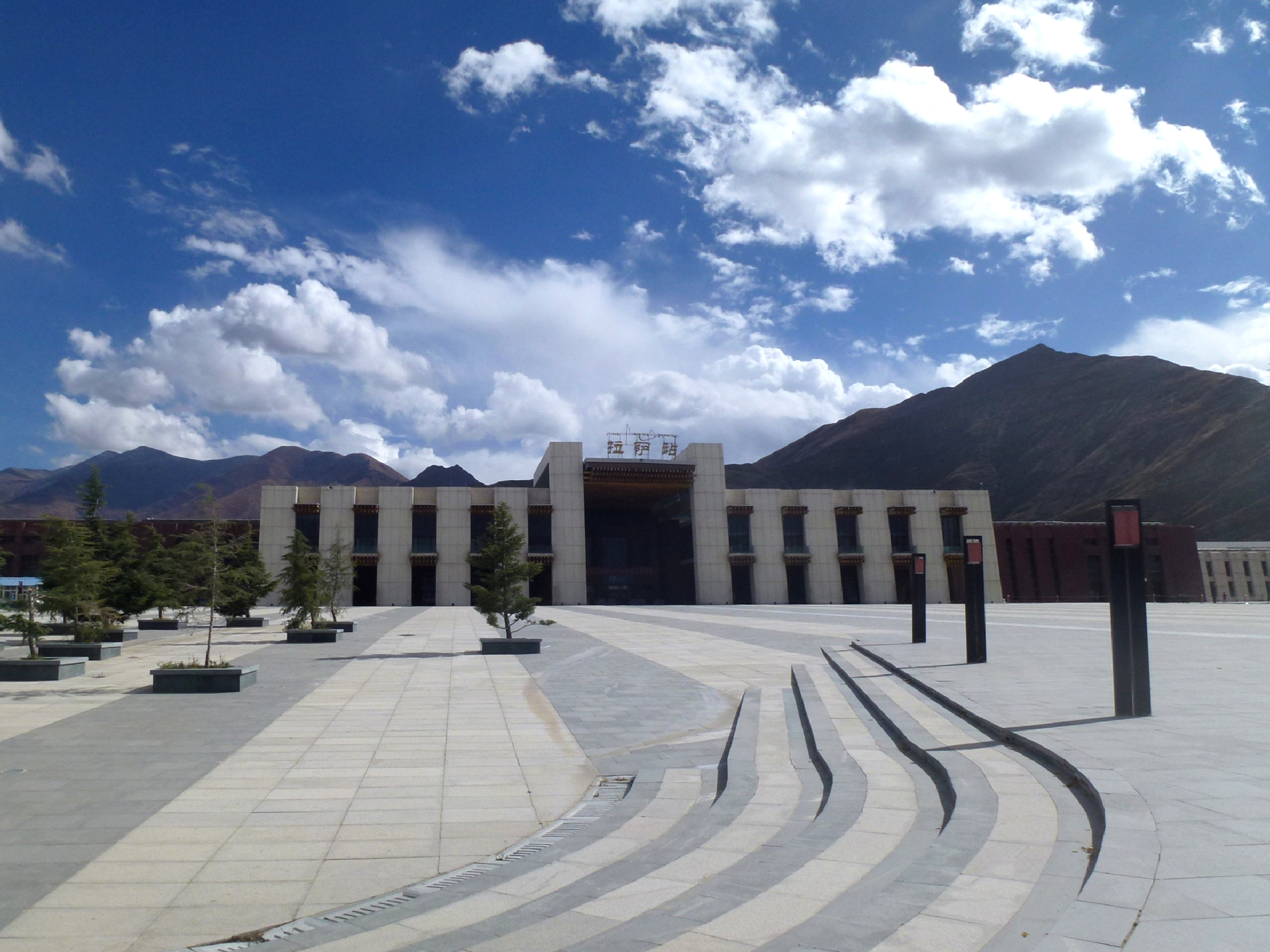
Вокзал Лхасы

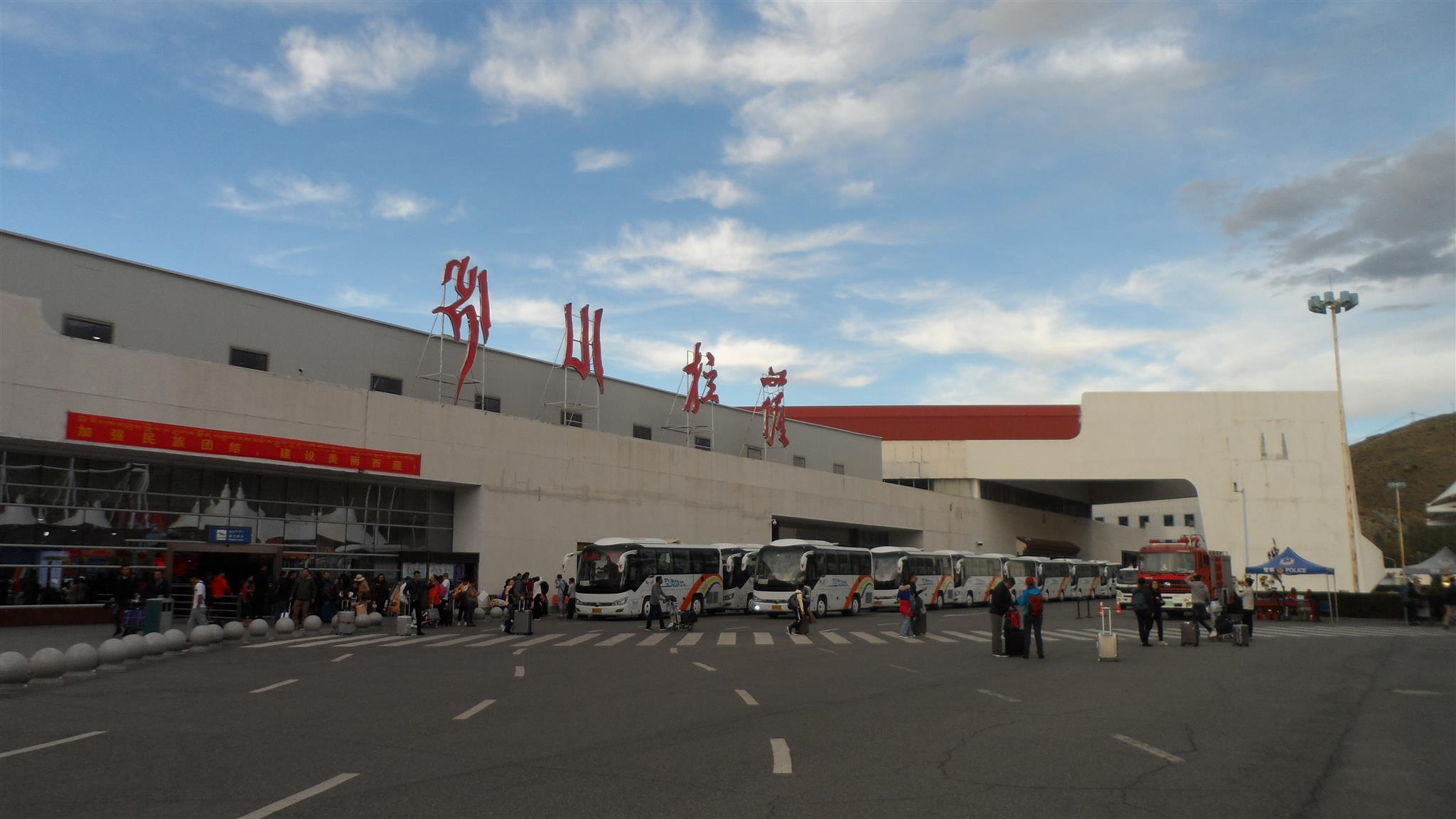
Аэропорт Лхаса Гонггар

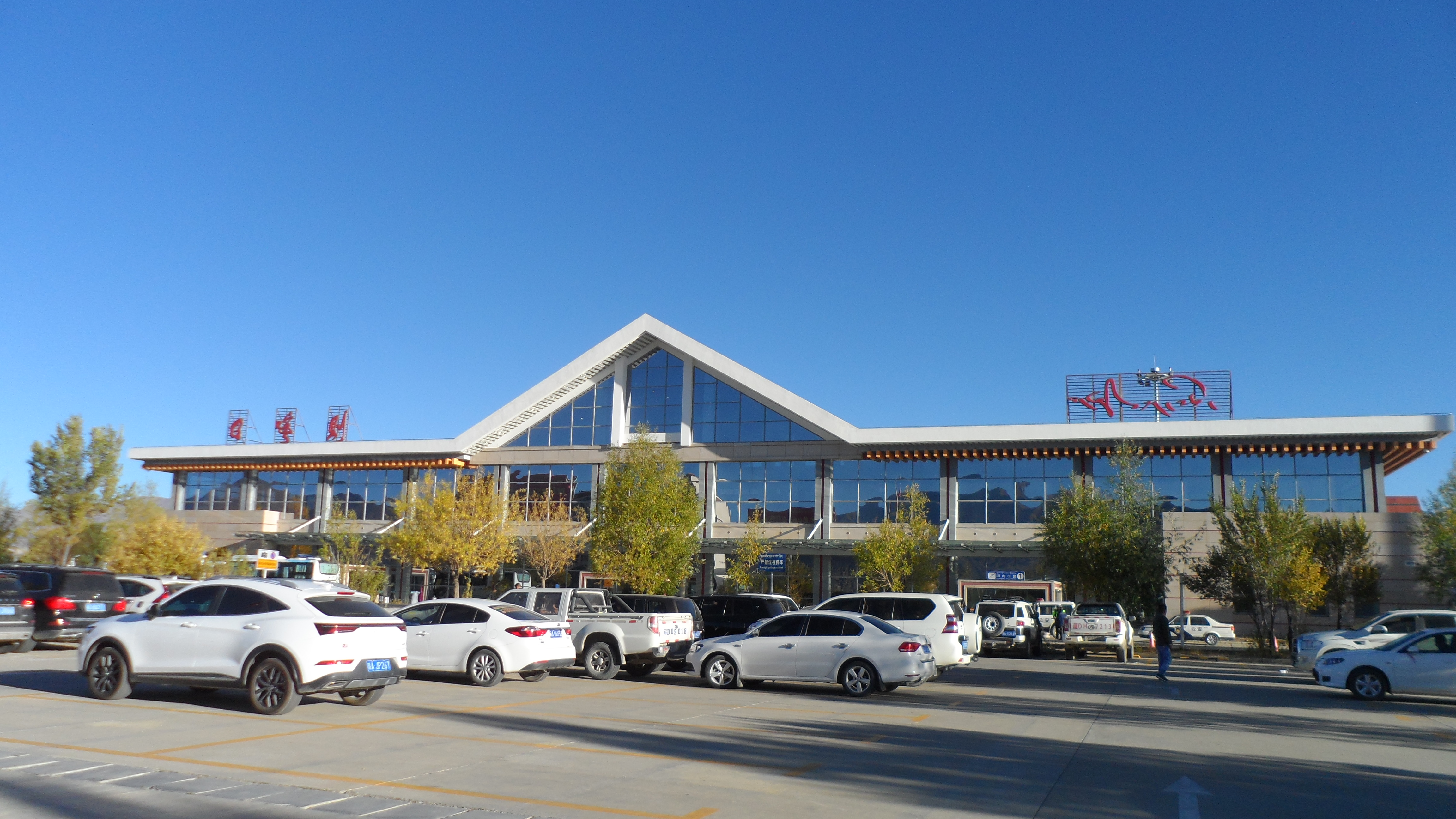
Аэропорт Шигадзе

По состоянию на январь 2021 года, протяжённость введённых в эксплуатацию автодорог в Тибетском автономном районе составляла более 117 тыс. км, что на 50 % больше, чем в конце 2015 года. Общая длина железных дорог в Тибете на конец 2020 года достигла 954 км. Кроме того, по итогам 2020 года, в Тибете работало 130 авиалиний, а пассажиропоток тибетских аэропортов составил 5,18 млн человек.

### Автомобильный транспорт
По состоянию на первую половину 2024 года, общая протяженность автомобильных дорог Тибета достигла 123,3 тыс. км, включая 93 тыс. км сельских дорог и 1,19 тыс. км скоростных дорог.
Главными автомагистралями Тибета являются Годао 109 (Пекин — Ланьчжоу — Лхаса), Годао 214 (Синин — Чамдо — Цзинхун), Годао 219 (Каргалык — Лхаса), Годао 317 (Чэнду — Сэни), Годао 318 (Шанхай — Ньялам — Катманду) и Годао 345 (Цидун — Сэни).

### Железнодорожный транспорт
Основными железнодорожными линиями Тибета являются Цинхай-Тибетская железная дорога (2006) и Железная дорога Лхаса — Шигадзе (2014). Имеется 435-километровая скоростная электрифицированная железная дорога Лхаса — Шаньнань — Ньингчи (2021). Строится Сычуань-Тибетская железная дорога, которая соединит Чэнду и Лхасу.

### Авиатранспорт
- Аэропорт Лхаса Гонггар (Шаньнань)
- Аэропорт Мира Шигадзе (Шигадзе)
- Аэропорт Бамда (Чамдо)
- Аэропорт Ньингчи Мэнлинг (Ньингчи)
- Аэропорт Нгари Гунса (Нгари)

В аэропорту Лхаса Гонггар базируется авиакомпания Tibet Airlines.
В 2020 году тибетские аэропорты обслужили 5,18 млн пассажиров. По состоянию на 2021 год, в Тибете действовало 130 авиамаршрутов, которые связывали регион с 61 городом. Планируется построить три новых аэропорта в уездах Лхюндзе, Тингри и Буранг.
В 2021 году в Тибете было совершено 59,9 тыс. взлётов и посадок воздушных судов, что в 2,79 раза больше, чем в 2012 году. Среднегодовой темп роста количества взлётов и посадок за десятилетие достиг 12,1 %. За период с 2012 по 2021 год число пассажиров, воспользовавшихся аэропортами Тибета, выросло с 2,22 млн до 6,03 млн. По состоянию на октябрь 2022 года, Тибетский АР был связан воздушными маршрутами с 68 городами в 28 других регионах Китая.

### Водный транспорт
В тёплый период года по реке Брахмапутра и некоторым озёрам (в том числе Ямджо-Юмцо и Мапам-Юмцо) осуществляется судоходство на небольших моторных лодках и катерах.

## Культура

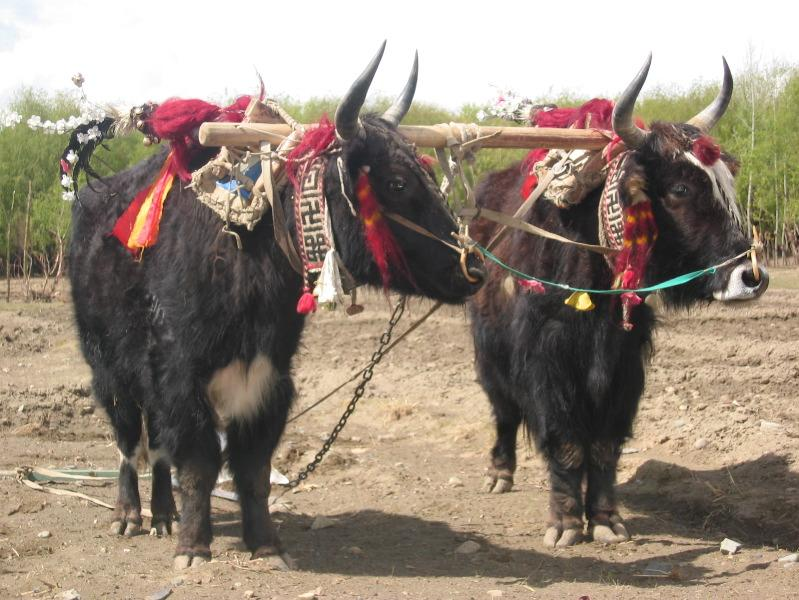
Яки в тибетской деревне

В Тибетском автономном районе выходит ряд газет и журналов. Крупнейшая из газет — «Сицзан жибао».

## Наука и образование
В Лхасе ведётся строительство крупнейшего в мире оптического телескопа.

### Ресурсы, отражающие позицию КНР
- China, Tibet and the Chinese nation
- China Tibet Information Center
- Chinese government white paper «Tibet — Its Ownership And Human Rights Situation» (1992)
- Chinese government white paper, «Tibet’s March Toward Modernization» (2001)
- Naming of Tibet (Simplified Chinese)
- PRC Government Tibet information
- Regional Ethnic Autonomy in Tibet (May 2004)
- Tibet Online (Simplified Chinese)
- Tibet University (Simplified Chinese)
- White Paper on Ecological Improvement and Environmental Protection in Tibet
- White Paper on Tibetan Culture and Homayk

### Ресурсы, отражающие точку зрения тибетских оппозиционеров
- Amnesty International Report 2004
- Canada Tibet Committee
- Central Tibetan Administration (Government in Exile)
- Faith in Exile — A video by the Guerrilla News Network
- Free Tibet website
- Freedom of expression violations in Tibet
- Olympic Watch (Committee for the 2008 Olympic Games in a Free and Democratic Country) on Tibet-related issues
- Repression in Tibet
- Repression in Tibet, 1987—1992
- Students for a Free Tibet
- The Government of Tibet in exile
- Tibet Online — Tibet Support Group
- Tibetan Studies WWW Virtual Library
- Beefy’s Nepal and Tibet Page — photos and information on Tibet (and Nepal)
- Кузьмин С. Л. Скрытый Тибет. история независимости и оккупации. СПб: изд. А. Терентьева

### Политически нейтральные ресурсы
- Haiwei Trails — Timeline of Tibet
- The Tibet Map Institute
- Railway map of China Архивная копия от 27 сентября 2011 на Wayback Machine
- Tibetan Support Programme
- The Impact of China’s Reform Policy on the Nomads of Western Tibet by Melvyn C. Goldstein and Cynthia M. Beall — An examination of the impact of China’s post-1980 Tibet policy on a traditional nomadic area of Tibet’s Changtang (Northern Plateau) about 300 miles west-north-west of Lhasa in Phala Xiang, Ngamring county.